# Maruja Lopetegui
Maruja Lopetegui (San Sebastián, 1904-Buenos Aires, ?) fue una cupletista, tiple y actriz española de cine mudo español y del sonoro argentino.

## Carrera
Primera actriz de cine mudo español durante los años veinte, cincuenta y sesenta. Se hizo popular por su papel de Camila en la cinta de Donatien y Benito Perojo, La malchanceuse, también llamado La sin ventura, junto a junto a Lucienne Legrand y Donatien.
En 1929 se integra a la Compañía Arsenio Perdiguero-Díaz, y viaja a Buenos Aires. En el cine argentino trabajó en unas doce películas debutando en 1947, en un pequeño papel en Albéniz, con dirección de Luis César Amadori, con Pedro López Lagar y Sabina Olmos, a los pocos años ya tuvo roles más destacados como en 1951 con La orquídea junto a Laura Hidalgo y Santiago Gómez Cou, y en Me casé con una estrella junto a Conchita Piquer y el cómico argentino Luis Sandrini.  En 1963 actúa en Bajo un mismo rostro, con dirección de Daniel Tinayre y los protagónicos de las hermanas Silvia y Mirtha Legrand. Se despide en 1966 con Voy a hablar de la esperanza con Inda Ledesma y Alfredo Alcón.
Bellísima estrella del cuplé friyoio interpretó temas como El tango infernal de Álvaro Renata y Espert Morera, El pelito negro de Renata y Amalio y El encanto del beso, de Zapata y Tito Livio. Fue considerada en España como una reina de la elegancia escénica que llegó a compartir escenario con la gran Raquel Meller. Fue junto a La Goya y Amalia Molina, una de las referentes del género de la cuplé española.

## Temas interpretados
- De Dios y del diablo[3]
- Costurera Parisina
- El peligro de las rosas
- El tango infernal
- El pelito negro
- El encanto del beso
- Reproches de amor[4]

## Filmografía
En España:
- 1924: La malchanceuse (o La sin ventura) como Carola.[5]
- 1925: El niño de las monjas

En Argentina:
- 1947: Albéniz
- 1950: Nacha Regules
- 1951: Me casé con una estrella como Mercedes.
- 1951: La orquídea
- 1953: La mejor del colegio como La profesora.
- 1954: La calle del pecado
- 1954: Caídos en el infierno
- 1958: Rosaura a las diez como Tía de Rosaura.
- 1959: El dinero de Dios como Madre de Francisco.
- 1960: Chafalonías.
- 1962: Bajo un mismo rostro.
- 1966: Voy a hablar de la esperanza como La vestidora.